# Bola Preta de Sobradinho
Grêmio Recreativo e Escola de Samba Bola Preta de Sobradinho é uma escola de samba brasileira, sediada em Sobradinho, no Distrito Federal.

## Segmentos

### Presidentes
| Nome                     | Mandato                    | Ref.  |
| ------------------------ | -------------------------- | ----- |
| Rony Pala                | ? - maio de 2012           | [ 2 ] |
| José Candido Alves       | maio de 2012 - 2016        | [ 2 ] |
| Francisco Paulo (Chicão) | Junho de 2016 - atualidade |       |

## História
No grupo especial do carnaval de Brasília desde 1988, nunca foi campeã, ficou em 3° em 2008 com enredo Boi bumbá do seu Teodoro.
Em 2006, a escola foi alvo de investigação do Ministério Público Eleitoral, por supostamente fazer campanha eleitoral antecipada para o então senador Paulo Octávio. Em 2008, recebeu um lote de terra da Administração Regional de Sobradinho, para construir sua sede.
Desfilou em 2011 com 800 componentes divididos em 14 alas, sendo que sua bateria desfilou com 80 ritimistas.
Após a eleição de 2012 para a diretoria da escola, a oposição tentou anular judicialmente o pleito, não obtendo, no entanto, sucesso.

## Carnavais
| Ano  | Colocação   | Grupo    | Enredo                                                             | Carnavalesco    | Intérprete | Ref.               |
| ---- | ----------- | -------- | ------------------------------------------------------------------ | --------------- | ---------- | ------------------ |
| 2000 | 4º lugar    | Especial | De Cabral a Brasília                                               |                 | Nêgo       | [ 7 ]              |
| 2001 |             | Especial | Morada dos Deuses, de Aknaton a JK.                                |                 | Nêgo       | [ 7 ]              |
| 2002 | Vice-campeã | Especial | Bravo, Bravíssimo - Tributo a Dulcina de Moraes                    | Robson Salazar  | Nêgo       | [ 7 ]              |
| 2005 | 5º lugar    | Especial | Eldorado Bracile, Bracir, Brasília: a conquista do Oeste           | Robson Salazar  | Nêgo       | [ 7 ]              |
| 2006 | Vice-campeã | Especial | P.O DF oba: Paulo Otávio grande empreendedor                       |                 | Nêgo       | [ 7 ]              |
| 2007 | Vice-campeã | Especial | Adão e Eva, Mito ou Realidade                                      |                 | Nêgo       | [ 7 ]              |
| 2008 | 3º lugar    | Especial | Encantadora boiada                                                 |                 | Nêgo       | [ 7 ]              |
| 2009 | 4º lugar    | Especial |                                                                    |                 | Nêgo       |                    |
| 2010 | 3º lugar    | Especial | Oscar Niemeyer - A Saga da construção de Brasília                  | Maicon Anderson | Nêgo       | [ 8 ] [ 9 ] [ 10 ] |
| 2011 | 5º lugar    | Especial | Amazônia Azul: O mar que nos pertence. O desafio é a nossa energia | Robson Salazar  | Nêgo       |                    |
| 2012 | 5º lugar    | Especial | China - Rompendo a Muralha e abraçando o mundo                     | Flávio Pala     | Nêgo       | [ 11 ]             |
| 2013 | 3º lugar    | Especial | Elza Soares - Planeta Fome, nasce uma Estrela!                     | Robson Salazar  | Nêgo       |                    |
| 2014 | 3º lugar    | Especial | Quilombo das Palavras - o canto livre no reino dos lusófonos       | Robson Salazar  | Nêgo       | [ 12 ]             |